# On-screen display
On-screen display, OSD – technologia ustawiania parametrów urządzenia przez wyświetlenie na jego wyświetlaczu menu, w którym można dokonać wyboru funkcji urządzenia i ustawić jego parametry.

OSD na ekranie telewizyjnym

Uruchomienie funkcji OSD najczęściej można dokonać klawiszem „menu” pilota zdalnego sterowania.